# Робін Гак
Робін Гак (нім. Robin Hack, нар. 27 серпня 1998, Пфорцгайм) — німецький футболіст, нападник «Боруссії» (Менхенгладбах).
Грав за молодіжну збірну Німеччини.

## Клубна кар'єра
Народився 27 серпня 1998 року у Пфорцгаймі. Вихованець юнацьких команд футбольних клубів «Карлсруе СК» та «Гоффенгайм 1899».
У дорослому футболі дебютував у сезоні 2017/18 виступами за головну команду «Гоффенгайма», утім здебільшого отримував ігрову практику у другій команді клубу.
2019 року уклав контракт з «Нюрнбергом», у складі якого провів наступні два роки своєї кар'єри на рівні Другої Бундесліги. Більшість часу, проведеного у складі «Нюрнберга», був основним гравцем атакувальної ланки команди.
З 2021 року два сезони захищав кольори «Армінії» (Білефельд). Граючи у складі білефельдської «Армінії» також здебільшого виходив на поле в основному складі команди.
Влітку 2023 року перебрався до лав «Боруссії» (Менхенгладбах), де відразу теж став основним нападником менхенгладбаського клубу.

## Виступи за збірні
2014 року дебютував у складі юнацької збірної Німеччини (U-16), загалом на юнацькому рівні взяв участь у 25 іграх, відзначившись 6 забитими голами.
Протягом 2019–2020 років залучався до складу молодіжної збірної Німеччини. На молодіжному рівні зіграв у 5 офіційних матчах, забив 3 голи.

## Статистика виступів

### Статистика клубних виступів
Станом на 11 травня 2024
| Сезон                       | Команда                     | Чемпіонат                   | Чемпіонат | Чемпіонат | Національний кубок | Національний кубок | Національний кубок | Континентальні кубки | Континентальні кубки | Континентальні кубки | Інші змагання | Інші змагання | Інші змагання | Усього | Усього |
| Сезон                       | Команда                     | Ліга                        | Ігор      | Голів     | Ліга               | Ігор               | Голів              | Ліга                 | Ігор                 | Голів                | Ліга          | Ігор          | Голів         | Ігор   | Голів  |
| --------------------------- | --------------------------- | --------------------------- | --------- | --------- | ------------------ | ------------------ | ------------------ | -------------------- | -------------------- | -------------------- | ------------- | ------------- | ------------- | ------ | ------ |
| 2017–18                     | «Гоффенгайм 1899»           | БЛ                          | 3         | 1         | КН                 | 1                  | 0                  | ЛЧ+ЛЄ                | 1                    | 0                    | -             | -             | -             | 5      | 1      |
| 2018–19                     | «Гоффенгайм 1899»           | БЛ                          | 0         | 0         | КН                 | 0                  | 0                  | ЛЧ                   | 1                    | 0                    | -             | -             | -             | 1      | 0      |
| Усього за «Гоффенгайм 1899» | Усього за «Гоффенгайм 1899» | Усього за «Гоффенгайм 1899» | 3         | 1         |                    | 1                  | 0                  |                      | 2                    | 0                    |               | -             | -             | 6      | 1      |
| 2019–20                     | «Нюрнберг»                  | 2. БЛ                       | 31+2      | 10        | КН                 | 1                  | 0                  | -                    | -                    | -                    | -             | -             | -             | 34     | 10     |
| 2020–21                     | «Нюрнберг»                  | 2. БЛ                       | 23        | 4         | КН                 | 1                  | 0                  | -                    | -                    | -                    | -             | -             | -             | 24     | 4      |
| серп. 2021                  | «Нюрнберг»                  | 2. БЛ                       | 1         | 0         | КН                 | -                  | -                  | -                    | -                    | -                    | -             | -             | -             | 1      | 0      |
| Усього за «Нюрнберг»        | Усього за «Нюрнберг»        | Усього за «Нюрнберг»        | 57        | 14        |                    | 2                  | 0                  |                      | -                    | -                    |               | -             | -             | 59     | 14     |
| 2021–22                     | «Армінія» (Білефельд)       | БЛ                          | 30        | 0         | КН                 | 1                  | 0                  | -                    | -                    | -                    | -             | -             | -             | 31     | 0      |
| 2022–23                     | «Армінія» (Білефельд)       | 2. БЛ                       | 33+2      | 10        | КН                 | 2                  | 1                  | -                    | -                    | -                    | -             | -             | -             | 37     | 11     |
| Усього за «Армінію»         | Усього за «Армінію»         | Усього за «Армінію»         | 65        | 10        |                    | 3                  | 1                  |                      | -                    | -                    |               | -             | -             | 68     | 11     |
| 2023–24                     | «Боруссія» (Менхенгладбах)  | БЛ                          | 29        | 10        | КН                 | 4                  | 3                  | -                    | -                    | -                    | -             | -             | -             | 33     | 13     |
| Усього за кар'єру           | Усього за кар'єру           | Усього за кар'єру           | 154       | 35        |                    | 10                 | 4                  |                      | 2                    | 0                    |               | -             | -             | 166    | 39     |